# Ancara albiplaga
Ancara albiplaga là một loài bướm đêm trong họ Noctuidae.